# Alien Nation (serie televisiva)
Alien Nation è una serie televisiva di fantascienza, ideata da Kenneth Johnson e trasmessa originalmente dal canale Fox dal 1989 al 1990. La serie è tratta dal film Alien Nation del 1988 diretto da Graham Baker.

## Trama
In un prossimo futuro, il poliziotto umano Matthew Sikes e il suo partner George Francisco combattono il crimine e la discriminazione a Los Angeles.

## Episodi
| Stagione       | Episodi | Prima TV originale | Prima TV Italia |
| -------------- | ------- | ------------------ | --------------- |
| Prima stagione | 23      | 1989-1990          | ?               |

## Personaggi e interpreti

### Personaggi principali
- Matthew Sikes, interpretato da Gary Graham, doppiato in italiano da Sergio Di Giulio.[1]
- George Francisco, interpretato da Eric Pierpoint, doppiato in italiano da Oreste Rizzini.[1]
- Susan Francisco, interpretata da Michele Scarabelli.[1]
- Emily Francisco, interpretato da Lauren Woodland.[1]
- Buck Francisco, interpretato da Sean Six.[1]
- Cathy Frankel, interpretata da Terri Treas.[1]
- Albert Einstein, interpretato da Jeff Marcus.[1]
- Bryon Gazer, interpretato da Ron Fassler.[1]

### Personaggi ricorrenti
- Sergente Dobbs, interpretato da Lawrence Hilton-Jacobs.[1]
- Jill Molaskey, interpretata da Molly Morgan.[1]
- Burns, interpretato da Jeff Doucette.[1]
- Lois Allen, interpretata da Michele Lamar Richards.[1]
- Zio Moodri, interpretato da James Greene.[1]

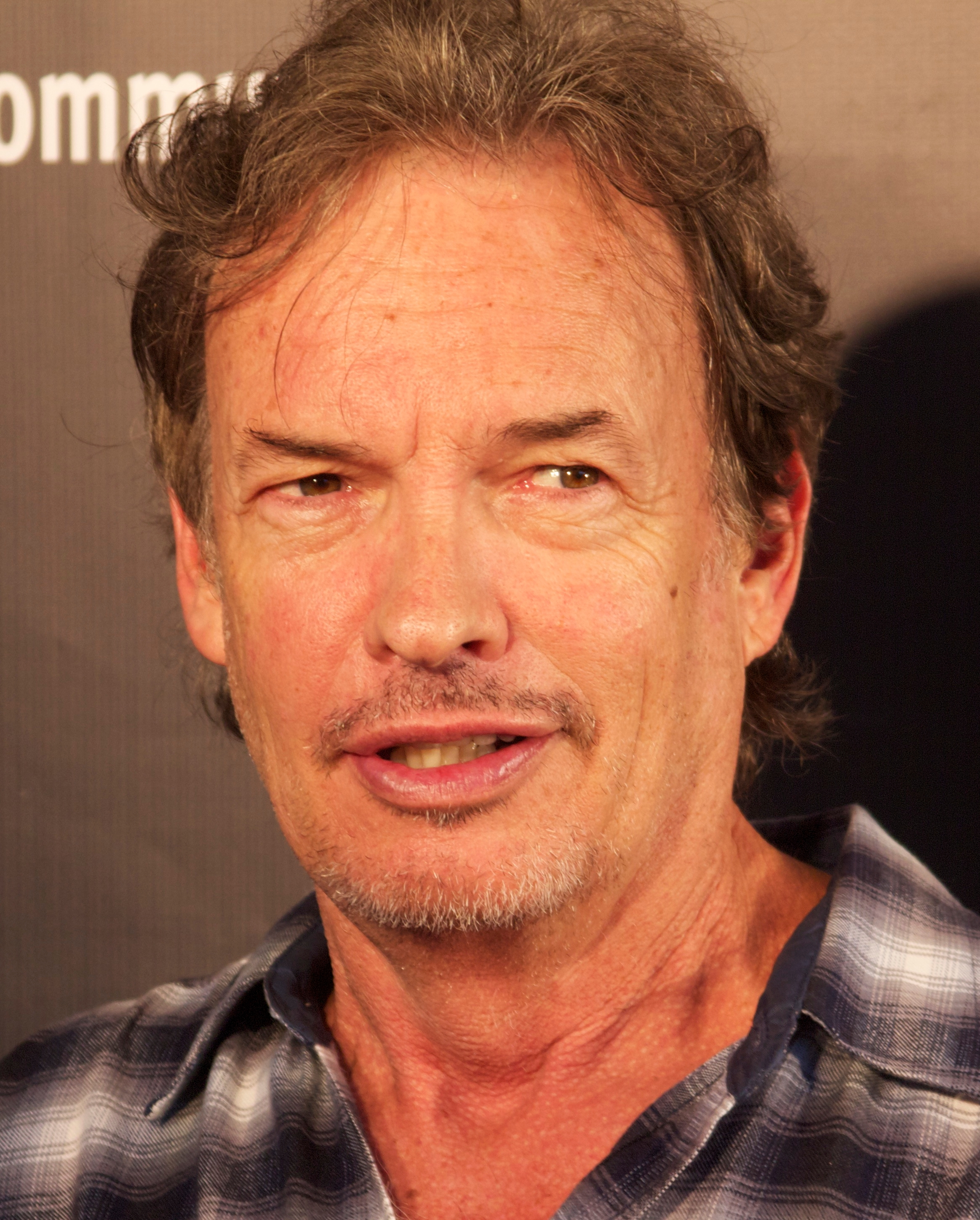
Gary Graham, interprete di Matthew Sikes
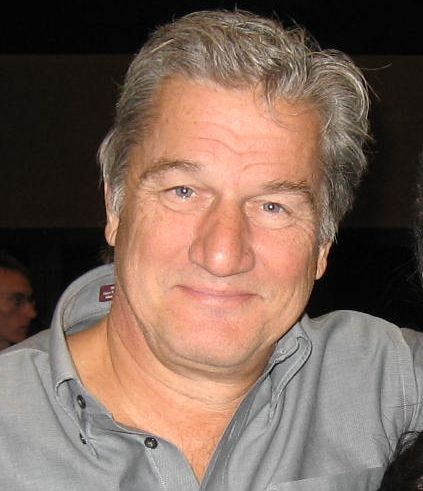
Eric Pierpoint, interprete di George Francisco
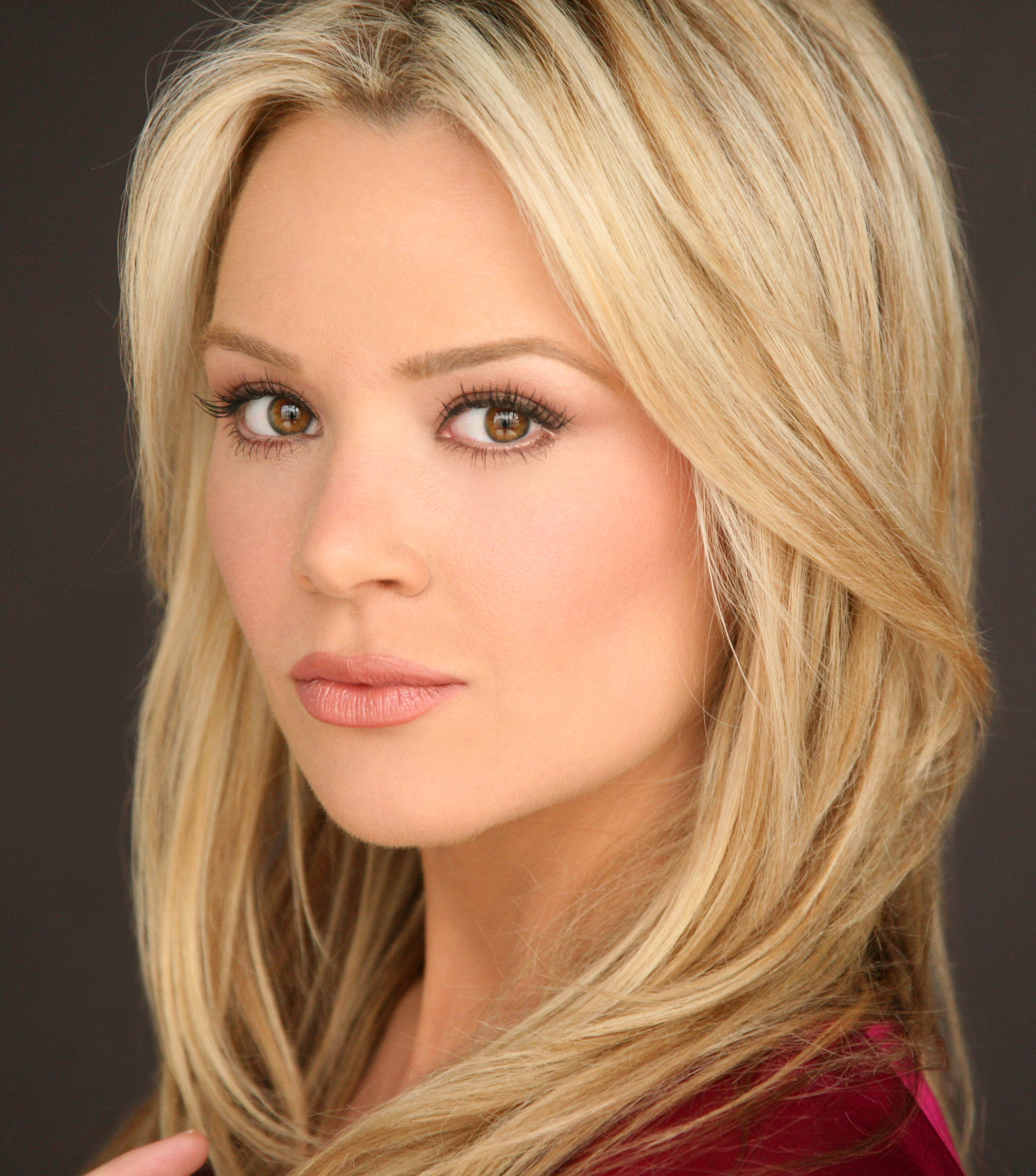
Lauren Woodland, interprete di Emily Francisco
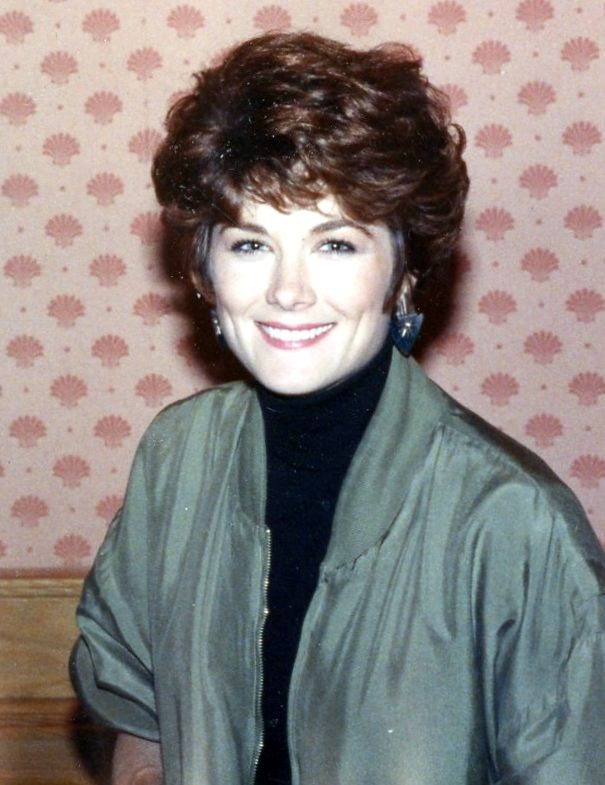
Terri Treas, interprete di Cathy Frankel
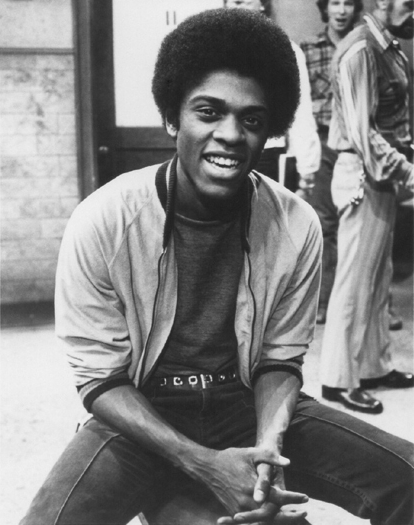
Lawrence Hilton-Jacobs, interprete del Sergente Dobbs

## Distribuzione
Negli Stati Uniti la serie è stata trasmessa dal canale televisivo Fox, dal 18 settembre 1989 al 7 maggio 1990. In Italia la serie, è stata trasmessa da Italia 1.
Il doppiaggio italiano è stato effettuato dalla CVD.

## Opere derivate
Dalla serie sono stati tratti 5 film per la TV: Alien Nation: Dark Horizon (1994), Alien Nation: Body and Soul (1995), Alien Nation: Millennium (1996), Alien Nation: The Enemy Within (1996), Alien Nation: The Udara Legacy (1997).